# Rehnberg
Rehnberg är en 1886 utslocknad svensk adelsätt, nr 839.
Den adliga ätten Rehnbergs stamfader är enligt Anreps ättartavlor en Johan Rehn som skulle ha varit kronobefallningsman i Lappmarken under början av 1600-talet. Dennes son Zakarias föddes 1634 i Skellefteå och upptog släktnamnet Rehnhorn. Han blev munskänk hos Karl X Gustav, sedan kammartjänare hos Karl XI och slutligen hovintendent. År 1673 adlades han med namnet Rhenberg och introducerades på nummer 839. Zacharias Rehnbergs hustru Margareta var ett av åtta barn till Johan von Beijer, och hennes morfar Hans Weiler var riksverdie och assessor i Bergskollegium. Zacharias Rehnberg införskaffade godset Kälkestad i Svanshals socken, som han bytte namn på till Renstad, samt ärvde av sin förmögne svärfader Västberga gård och Zachrisberg i Brännkyrka socken. Han har sin grav i Rehnbergska graven i Svanshals kyrka.
Zacharias Rehnberg och Margareta von Beijer hade två döttrar och två söner. En dotter var ogift, och den andra gift med landshövding friherre Georg Wilhelm Fleetwood (släkten Fleetwood). Äldste sonen Carl Gustaf var kapten vid Jönköpings infanteri och stupade barnlös vid slaget vid Malatitze. Yngste brodern, Zakarias Rehnberg den yngre var major vid Östgöta infanteri, och ärvde Renstad, Västberga och Zachrisberg. Första hustrun, Maria Sparre var friherrinna, och födde fem barn. Andra hustrun Juliana Falzburg var likaså friherrinna, och hennes och makens vapen målades på orgeln i Svanhals kyrka. Hon födde nio barn. Av barnen avled äldste sonen Mårten Wilhelm på Jamaica, ogift som merparten  av hans syskon. En av döttrarna från första äktenskapet, Ulrika Eleonora, var gift med Simon von Kothen som ärvde Renstad. Ätten fortlevde på svärdssidan med två söner ur vardera äktenskapen. Den äldre av dessa, löjtnanten vid Hälsinge regemente Zacharias Gustaf Rehnberg, förlorade sin förmögenhet och avled i stor misär i Alfta socken i Hälsingland. Äldre grenen fortlevde generationen därefter med Mårten Gustaf Rehnberg, fältväbel vid Hälsinge regemente, vars äldste son var klockare och sockenskrivare i Järvsö socken och yngste son förde ätten vidare. Den senare av dessa, Jonas Rehnberg, var torpare, och dennes gren fortlevde en generation därefter innan den slocknade.
I Zakarias Rehnberg den yngres äktenskap med Juliana Falzburg föddes överstelöjtnanten Carl Göran Rehnberg vid Hälsinge regemente. Hans ena dotter var gift med Olof Kolmodin den yngre. Den ende som förde yngre ättegrenen på svärdssidan var yngste brodern Ulrik Malcolm Rehnberg som deltog i flera fälttåg och slag under svensk-franska kriget 1805-1810 och finska kriget och slutligen hade rangen överste i armén, överstelöjtnant och förste major, samt fick guldmedaljen för tapperhet i fält.
Efternamnet Rehnberg har sedermera upptagits av ofrälse personer.